# Clitoria epetiolata
Clitoria epetiolata är en ärtväxtart som beskrevs av Arturo Erhardo Erardo Burkart. Clitoria epetiolata ingår i släktet Clitoria, och familjen ärtväxter.

## Underarter
Arten delas in i följande underarter:
- C. e. angustissima
- C. e. epetiolata
- C. e. latiuscula